# Isao Okano
Isao Okano –en japonés, 岡野 功, Okano Isao– (Ryūgasaki, 20 de enero de 1944) es un deportista japonés que compitió en judo.
Participó en los Juegos Olímpicos de Tokio 1964, obteniendo una medalla de oro en la categoría de –80 kg. Ganó una medalla de oro Campeonato Mundial de Judo de 1965 en la categoría de –80 kg.

## Palmarés internacional
| Juegos Olímpicos   | Juegos Olímpicos        | Juegos Olímpicos | Juegos Olímpicos |
| Año                | Lugar                   | Medalla          | Categoría        |
| ------------------ | ----------------------- | ---------------- | ---------------- |
| 1964               | Tokio (Japón)           | Medalla de oro   | –80 kg           |
| Campeonato Mundial |                         |                  |                  |
| Año                | Lugar                   | Medalla          | Categoría        |
| 1965               | Río de Janeiro (Brasil) | Medalla de oro   | –80 kg           |